# Yūichi Kusumoto
Yūichi Kusumoto (jap. 楠本 祐一 Kusumoto Yūichi; ur. 2 października 1947 w Kioto) – japoński dyplomata.
W 1971 r. ukończył studia na Wydziale Prawa Uniwersytetu Doshisha w Kioto i rozpoczął pracę w służbie zagranicznej.
Pracował na różnych stanowiskach w japońskim Ministerstwie Spraw Zagranicznych oraz w placówkach dyplomatycznych. Był konsulem generalnym w Vancouver (od 1999 r.), konsulem generalnym w Chabarowsku (od 2001 r.), ambasadorem nadzwyczajnym i pełnomocnym w Uzbekistanie (od 2004 r.) oraz szefem Protokołu MSZ (od 2007 r.).
W latach 2009–2011 był ambasadorem w Polsce. Został odznaczony Krzyżem Komandorskim Orderu Zasługi Rzeczypospolitej Polskiej (2011).
Jest żonaty. Ma dwie córki.